# Bataille de Skaithmuir
Première guerre d'indépendance de l'Écosse
Batailles
La bataille de Skaithmuir opposa le royaume d'Écosse et le royaume d'Angleterre en février 1316.
Les Anglais avaient de nombreuses difficultés à ravitailler Berwick-upon-Tweed, encerclée par les Écossais. Commandée par Edmond de Caillou, un chevalier gascon, une petite force anglaise sortit de Berwick afin de piller le Roxburghshire. James Douglas, informé de l'effectif du contingent anglais, surprit les Anglais et écrasa. Caillou fut tué. Douglas aurait plus tard affirmé que la bataille avait été le combat le plus difficile de sa carrière[réf. nécessaire].